# Charlotte Stokely

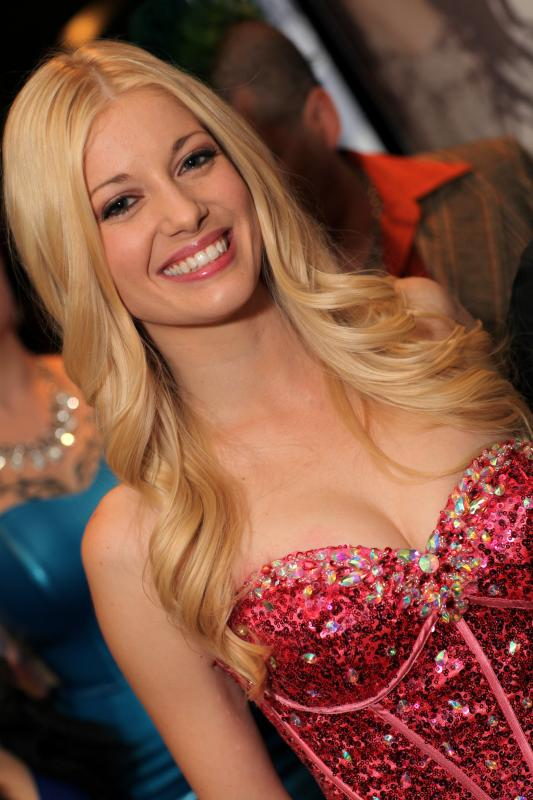
Charlotte Stokely bei den AVN Awards (2013)

Charlotte Stokely (* 8. August 1986 in Salt Lake City als Brittney Vitale) ist eine US-amerikanische Pornodarstellerin und Model.

## Leben

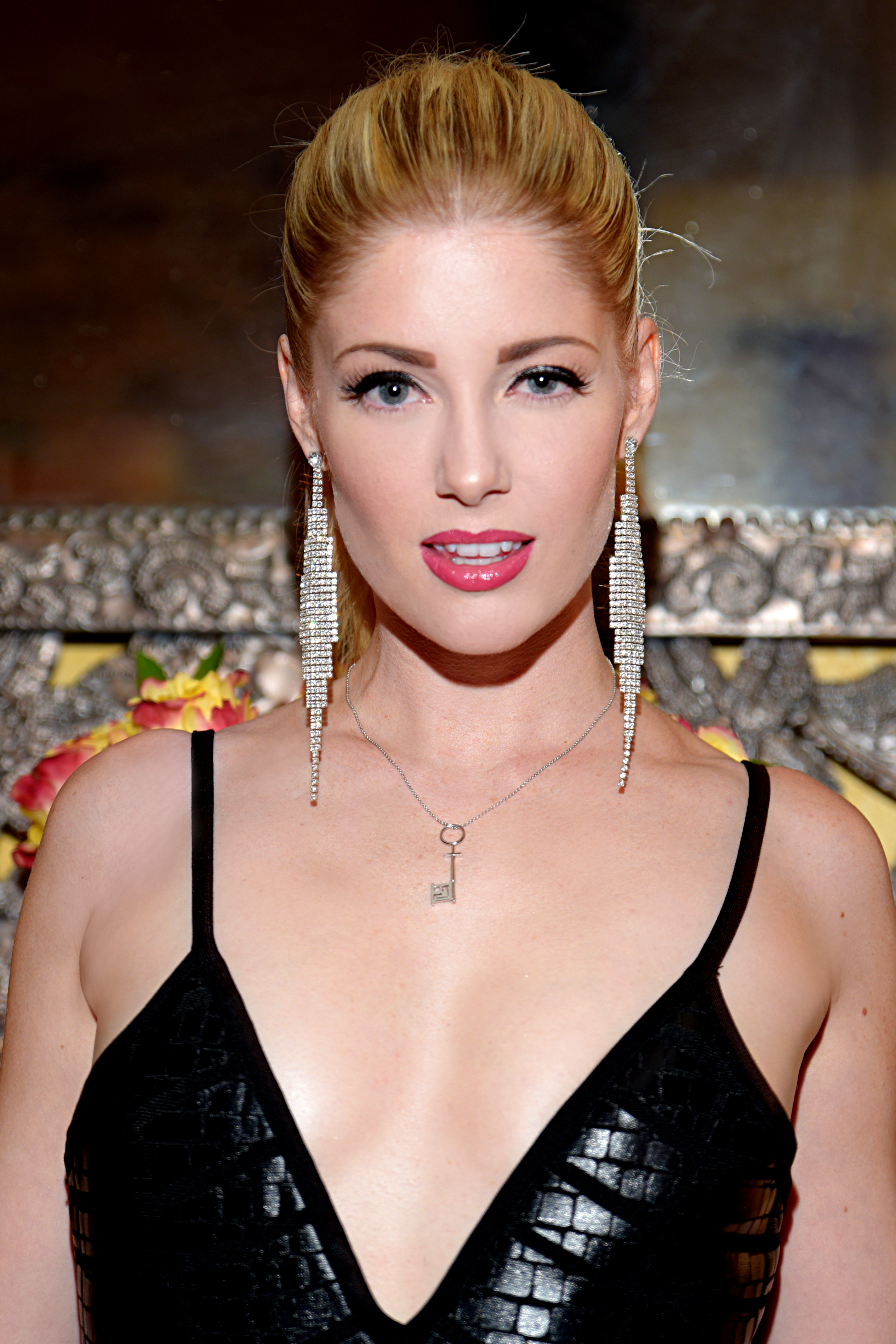
Charlotte Stokely (2018)

Die Absolventin der Deerfield Beach High School Charlotte Stokely begann mit der Pornografie, nachdem ihre Mitbewohnerin, eine Stripperin in ihrem Bundesstaat, in die Pornofilmbranche eingetreten ist. Kurz darauf wurde Stokely kontaktiert, um in pornografischen Magazinen zu posieren. Zunächst arbeitet sie hauptsächlich mit Internetstudios in Florida zusammen. Später zog sie nach Los Angeles, um Videos aufzunehmen.
Seitdem hat sie in mehr als 424 Filmen mitgespielt und ist Teil der Alt-porn-Bewegung. 2008 war sie Model für die Marke American Apparel. Im Jahr 2009 erschien sie in dem Film Black Dynamite.
Sie war das Penthouse Pet von Mai 2017.

## Auszeichnungen
- 2018: XRCO Award – Best Lesbian Performer[2]
- 2019: XRCO Award – Girl/Girl Performer of the Year[3]
- 2019: NightMoves Award Best Girl/Girl Performer (Fan’s Choice)
- 2020: XBIZ Awards – Girl/Girl Performer of the Year[4]
- 2020: AVN Awards – All-Girl Performer of the Year[5]
- 2020: NightMoves Award Best Girl/Girl Performer.
- 2021: AVN Awards – All Girl Performer of the Year[6]
- 2021: XRCO Award – Girl/Girl Performer of the year[7]

## Filmografie (Auswahl)
- 2005: Girlvana
- 2005–2006: It’s a Daddy Thing! 1, 2
- 2006: Jack’s POV 1
- 2007: Naughty Book Worms 7
- 2013: Women Seeking Women 93
- 2017: Justice League XXX: An Axel Braun Parody
- 2019: Parallel Lust
- 2019: Girls of Wrestling
- 2019: The Motorbunny Club 2
- 2019: Reform School Girls 3
- 2019: Terror Camp
- 2019: Her Forbidden Fruit 2
- 2019: Mommy’s Daughter 2
- 2019: A Lesbian Christmas Story
- 2020: Lesbian Performers of the Year
- 2020: Lesbian Adventures: Strap-on Specialists 15
- 2020: Star Directive: Charlotte Stokely
- 2020: Best Friends Forever
- 2020: Zebra Girls 9
- Naughty & Nice
- Pussy Cats
- The Da Vinci Load
- Jack’s Playground: Big Ass Show 2
- Joanna’s Angels 2: Alt. Throttle
- Blow Me Sandwich 8
- Debbie Loves Dallas
- Lesbian Massage 3
- Obama Is Nailin’ Palin
- Barely Legal 54
- Lesbian Stepsisters 8
- The Kitten Klub
- Girls Gone Pink 7
- The Possession of Mrs. Hyde